# Göteborgs luftskyddsmärke
Göteborgs luftskyddsmärke är en plakett som ofta finns anbringad på äldre husfasader inom Göteborgs stad. Plaketten infördes 1938 och var ett bevis på att man skänkt pengar till inköp av luftvärnspjäser för försvaret av Göteborg.

## Historik
Under det spanska inbördeskriget hade det blivit tydligt att bombningar mot civila mål skapade stor förödelse, och det enda skyddet mot detta var ett starkt luftvärn.
Föreningen för Göteborgs Försvar, med idén från Axel Romdahl och ledda av landshövdingen Malte Jacobsson, startade en insamling bland Göteborgs fastighetsägare för inköp av luftvärnspjäser till Göteborgs försvar. Alla fastighetsägare som bidrog fick sätta en plakett på sin fasad. Den första som gjorde detta var landshövdingen, på sitt hus i Landala.
Idag kan man se denna plakett på flera av Göteborgs äldre fastighetsfasader.